# 구남수
구남수(具南秀, 1961년 ~ )은 대한민국의 제5대 부산가정법원장을 맡고 있는 법관이다.

## 학력
- 부산동성고등학교
- 서울대학교 법학 학사
- 서울대학교 법학 석사

## 경력
- 제27회 사법시험 합격
- 제18기 사법연수원
- 1992.02 부산지방법원 판사
- ~ 2018.02 부산고등법원 부장판사
- ~ 2018.02 부산지방법원 부장판사
- 2018.02 ~ 2019.02 제5대 부산가정법원 법원장
- 2019.02 ~ 2021.02 울산지방법원 법원장
- 2019.02 울산광역시선거관리위원회 위원장
- 법무법인 해광(부산) 대표변호사